# Acoustic Lens
Acoustic Lens is eigenlijk het eerste muziekalbum van de Britse muziekgroep Parallel or 90 Degrees (Po90), maar is niet officieel verschenen. In maart 1996 heette de band nog geen Po90 maar Sanctum, een voortzetting van Gold Frankincense and Diskdrive. De opnamen van het instrumentale album blijven privé tot hun eerste officiële album The Corner of My Room uitkwam, daarbij werd gewezen op deze opnamen, die op cd-r verkrijgbaar werden gesteld. Het album is opgenomen in de Holy Trinity Church in Leeds. De muziek is een mix van Pink Floyd en Tangerine Dream, mede vanwege het veelvuldig gebruik van synthesizers, sequencers en aanverwante instrumenten. Andere tracks raken de genres ambient en muzak.

## Musici
- Andy Tillison – synthesizers, gitaar (Diskdrive)
- Sam Baine – synthesizers

## Composities
1. Sepulchre
2. Nebula
3. Orange
4. Longshore drift
5. The lost
6. Windfall
7. Minor
8. Brimham